# هوهينويلر

هوهينويلر (بالألمانية: Hohenweiler) هي بلدية في منطقة بريغنز في ولاية فورارلبرغ النمساوية.